# DB-Baureihe 10
Die beiden Dampflokomotiven der Baureihe 10 waren Schnellzuglokomotiven (Neubaulokomotiven) der Deutschen Bundesbahn.

## Geschichte

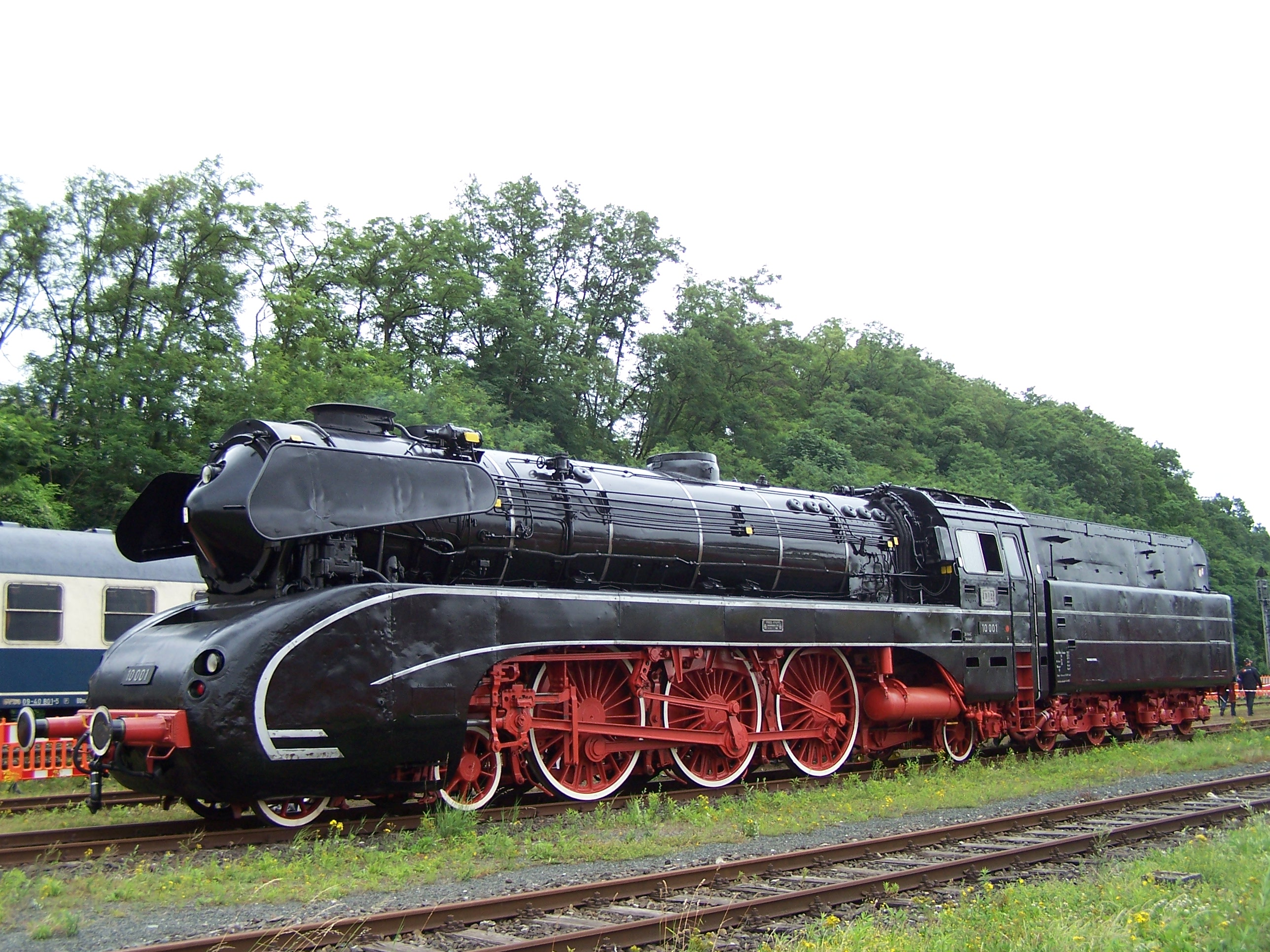
10 001 von der Heizerseite aus gesehen, man beachte Gegenkurbel und Schwingenstange am dritten Kuppelradsatz

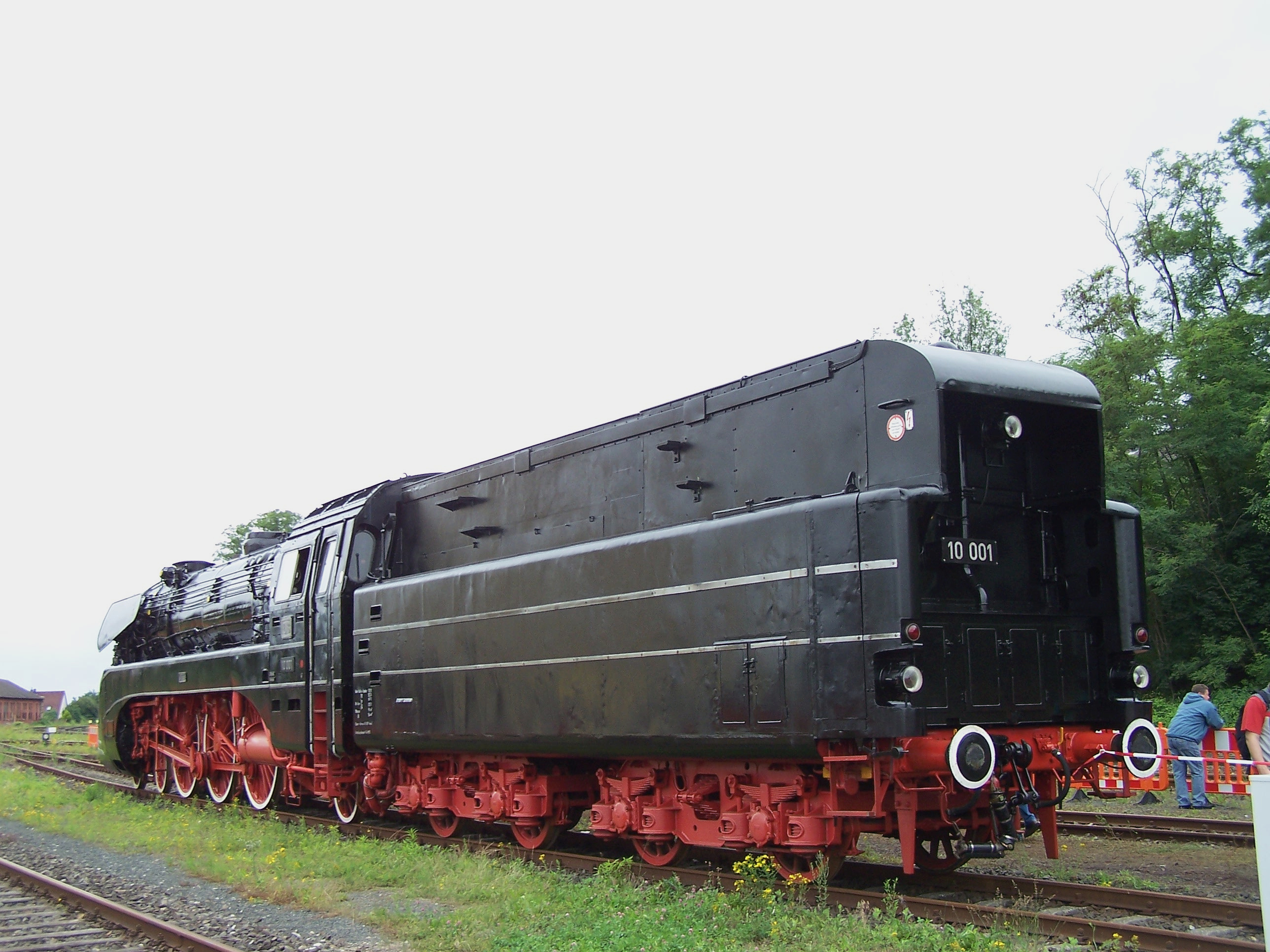
10 001 in Hersbruck am 30. Juni 2007

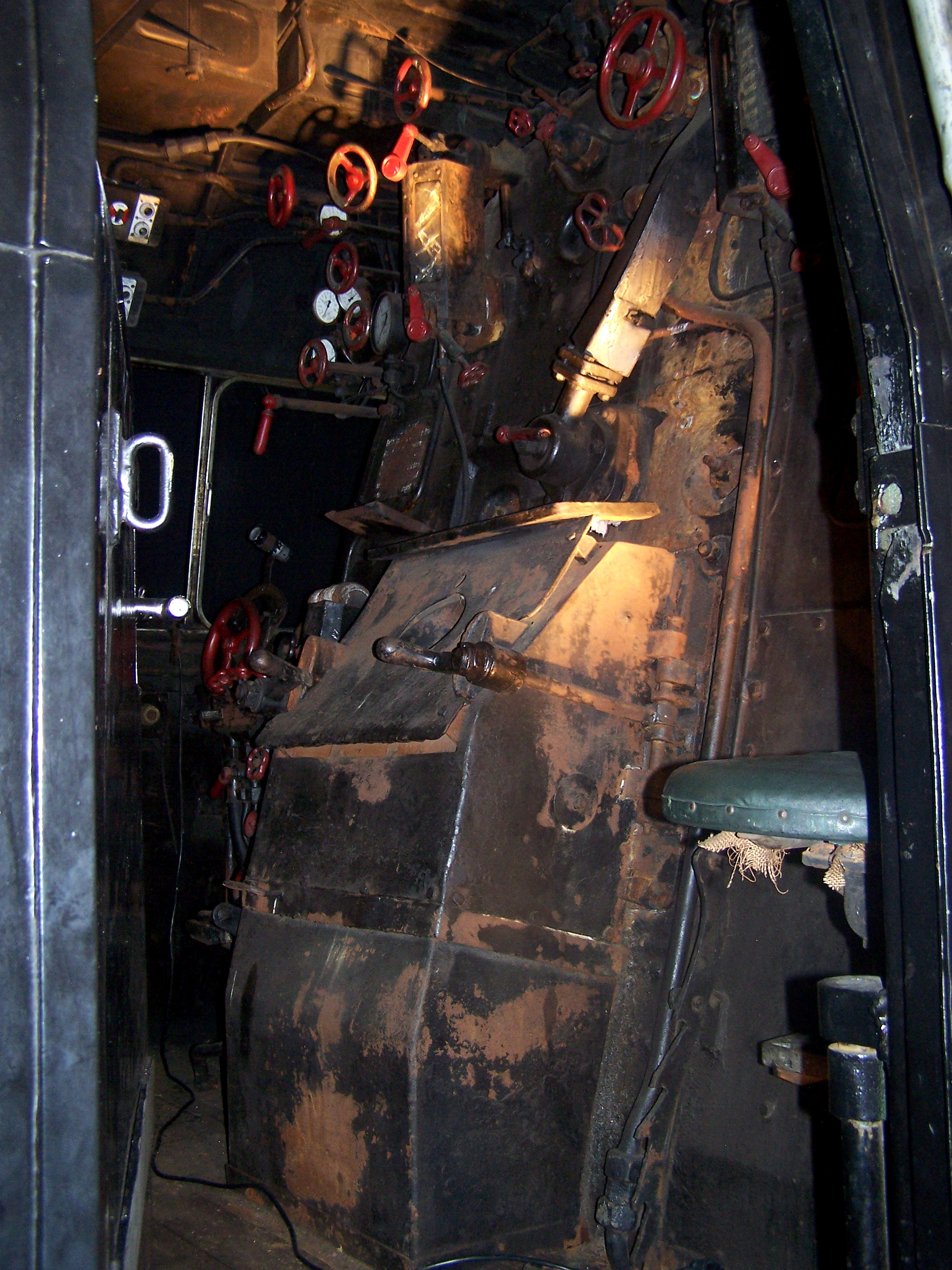
Blick in den Führerstand der 10 001

Seit 1949 wurden bei der Deutschen Bundesbahn Überlegungen für den Neubau einer Schnellzug-Dampflokomotive angestellt. Es blieb aber zunächst nur bei Planungen, erst 1955 wurde daraus ein konkreter Entwurf. Zu diesem Zeitpunkt war jedoch bereits klar, dass wegen der Elektrifizierung der Hauptstrecken und der Einführung von Diesellokomotiven kein konkreter Bedarf mehr vorhanden war. So wurden nur zwei Lokomotiven in Auftrag gegeben. Das erste der beiden von Krupp gebauten Exemplare der Baureihe wurde im März 1957 an die Deutsche Bundesbahn abgeliefert und dort unter der Betriebsnummer 10 001 eingereiht, die 10 002 folgte erst ein Jahr später. Die Baureihe sollte als Ersatz für die Lokomotiven der Baureihen 01, 03, 18.5 und 39 dienen. Der Preis einer Lokomotive betrug 650.000 DM (inflationsbereinigt 1.893.455 €). Aufgrund der hohen, den Einsatz nur auf wenigen Strecken erlaubenden Achslast und des raschen Strukturwandels bei den Traktionsarten in Westdeutschland blieb es bei den beiden Vorauslokomotiven. Die Fahrversuche zeigten, dass die Zeit der Dampflokomotiven abgelaufen war. Sowohl die Elektrolokomotive E 10 als auch die Diesellokomotive V 200 erwiesen sich als technisch überlegen.
Beide Fahrzeuge hatten eine kegelförmige Rauchkammertür und eine Teilverkleidung, welche die Zylindergruppen vor zu starker Abkühlung und Verschmutzung schützen und gleichzeitig den Luftwiderstand herabsetzen sollte. Der vollständig geschweißte Kessel ähnelte konzeptionell dem bei der Neubekesselung der Baureihe 01.10 verwendeten Kesseltyp.
Die beiden Probelokomotiven der Baureihe unterschieden sich zunächst in der Art der Feuerung. Die 10 001 war anfangs kohlegefeuert mit einer Ölzusatzfeuerung zum Ausfahren von Leistungsspitzen. Lok 10 002 hingegen erhielt gleich eine Ölhauptfeuerung, auf die die 10 001 1959 ebenfalls umgerüstet wurde.
Befahren durften die Lokomotiven wegen ihrer hohen Achslast nur bestimmte Hauptstrecken. Sie waren seit ihrer Indienststellung dem Bahnbetriebswerk (Bw) Bebra zugeteilt und wurden von diesem, gemeinsam mit der 01.10 des gleichen Bw, auf der Nord-Süd-Strecke im schwersten Reisezugdienst eingesetzt. 1962 kamen beide Maschinen zum Bw Kassel und wurden von dort neben der dort gleichfalls beheimateten Baureihe 01.10 vor Eil- und Schnellzügen auf der Main-Weser-Bahn bis zur Aufnahme des elektrischen Zugbetriebs Gießen-Frankfurt am 14. Mai 1965 nach Frankfurt am Main und danach bis zum 20. März 1967 nach Gießen eingesetzt. Die 10 001 fuhr ab dem 21. März 1967 bis Anfang Januar 1968 fast ununterbrochen vor dem Eilzugpaar E 387/687 (E 688/388) von und nach Münster, mit Sondergenehmigung einen Monat lang sogar auf der nur für 20 Tonnen Achslast zugelassenen Strecke nach Rheine.
Die Baureihe 10 erfreute sich speziell beim Personal des Bw Kassel allgemeiner Beliebtheit. Entgegen der häufig in der Literatur anzutreffenden Behauptung, sie sei schadanfällig gewesen, sind die langen Standzeiten damit zu erklären, dass im Unterschied zur ebenfalls im Bw Kassel beheimateten Baureihe 01.10 Ersatzteile nie lagermäßig verfügbar waren.
Die Ausmusterung der 10 002 erfolgte im Januar 1967, nach einem Triebwerksschaden, den sie am 20. Dezember 1966 auf der Fahrt vor einem Schnellzug von Kassel nach Gießen erlitt, die der 10 001 am 21. Juni 1968 nach dem Bruch einer Schieberstange am 5. Januar 1968 vor E 387 kurz vor Warburg.

## Konstruktive Merkmale und Leistungsvermögen
Wie alle Neubaulokomotiven der Deutschen Bundesbahn erhielt auch die Baureihe 10 einen vollständig geschweißten Blechrahmen (Blechstärke: 25 mm).
Der (neu konstruierte) Tender der Bauart 2’2’ T 40 wurde als selbsttragende Schweißkonstruktion ausgeführt. In der kohlegefeuerten Ausführung wurde er mit Abdeckklappen über dem Kohlenbehälter ausgeführt und erhielt eine mechanische Kohlenachschubvorrichtung (kein Stoker).
Der vollständig geschweißte Kessel aus der Stahlsorte St 34 (Stehkessel und Langkesselwände bestanden aus der Stahlsorte H I A) erhielt eine Feuerbüchse aus IZ-II-Stahl mit Verbrennungskammer. Zur Kesselspeisung wurden eine nichtsaugende Dampfstrahlpumpe und eine Kolbenspeisepumpe mit Mischvorwärmer Bauart Heinl montiert.
Die Lokomotiven hatten je ein Dreizylinder-Heißdampf-Triebwerk mit einfacher Dampfdehnung. Der Zylinderblock war ein Stahlgußstück und mit dem Rahmen verschweißt. Man wählte einen Zweiachsantrieb mit Antrieb der zweiten, mittleren Kuppelachse durch die beiden äußeren Zylinder und des ersten Kuppelradsatzes durch den mittleren Zylinder auf die gekröpfte Radsatzwelle. Sämtliche Achs- und Stangenlager wurden mit Wälzlagern ausgestattet. Die innere Treibstange der 10 001 erhielt Gleitlager. Bei der 10 002 hingegen wurde auch die innere Treibstange wälzgelagert, hierzu wurde eine zusammengesetzte Kropfachse verwendet.
Zum Antrieb der Steuerung des Mittelzylinders erhielt der dritte Kuppelradsatz auf der linken, äußeren Seite eine Gegenkurbel. Die Welle zur Übertragung der Bewegung der zugehörigen Schwingenstange nach innen ordnete man zwischen der zweiten und dritten Kuppelachse an. Die Schieberschubstangen stattete man mit Kuhnscher Schleife aus; der Steuerbock im Führerhaus wurde typisch für die DB-Neubaulokomotiven nicht am Kessel, sondern auf dem Rahmen befestigt. Zur Erleichterung der Steuerungsbedienung durch den Lokführer sah man eine pneumatische Hilfseinrichtung vor.
Alle drei Achsen des Laufwerks wurden fest im Rahmen gelagert, die Spurkränze des mittleren Kuppelradsatzes wurden um 15 mm schwächer ausgeführt als die der beiden anderen. Die Schleppachse wurde als Bisselachse ausgebildet.
Das Leistungsprogramm der Lokomotiven sah die Beförderung eines D-Zuges mit 300 t Masse in der Ebene mit 140 km/h vor. Die indizierte Leistung der Lokomotive wird vielfach mit 2.500 PSi (entsprechend 1.839 kW) angegeben. Für Kohlehauptfeuerung in Verbindung mit Ölzusatzfeuerung ist aber auch eine Dampferzeugung von 18 t/h als Dauerleistung und eine dann indizierte Leistung von 3.000 PSi (also rund 2.210 kW) belegt. Die Baureihe 10 erzielte einen sehr geringen Bestwert im spezifischen Dampfverbrauch von 5,4 kg/PSh. Mit diesem Dampfverbrauchswert für die indizierte Leistung unterschritten die Lokomotiven der Baureihe 10 den günstigsten Wert der Baureihe 03 von 6,32 kg/PSh deutlich und lagen nur wenig über den Werten der Mitteldruck-Versuchslokomotiven der Baureihe 04. Für den Wirkungsgrad ist allerdings nicht der Dampfverbrauch maßgeblich, sondern der Wärmevebrauch, der sich aus dem Produkt aus Dampfverbrauch di und der Dampfenthalpie h1 errechnet. Der Wirkungsgrad des BR 10-Triebwerks war aufgrund ihrer größeren Dampfüberhitzungstemperatur also geringer, als der Vergleich der Dampfverbrauchswerte vermuten lässt.

## Verbleib
Die 10 001 wurde zwischen ihrer Abstellung 1968 und ihrem Verkauf im Bw Kassel im großen Rechteckschuppen geschützt hinterstellt und auf verschiedenen Ausstellungen präsentiert. Seit 1976 kann sie im Deutschen Dampflokomotiv-Museum in Neuenmarkt besichtigt werden, ist jedoch nicht betriebsfähig. Nachdem die 10 002 noch einige Jahre lang als Heizlokomotive im Bw Ludwigshafen Hbf Verwendung gefunden hatte, wurde sie 1972 im Aw Offenburg verschrottet.

## Trivia
Die Baureihe 10 wurde 1975 auf einer deutschen Briefmarke der Serie „Für die Jugend“ abgebildet.
Im 2016er Special von Thomas, die kleine Lokomotive Das große Rennen tauchte neben vielen internationalen Lokomotiven auch die deutsche Frieda auf, die auf 10 001 basiert. Sie ist im Film hellblau bemalt und trägt die deutsche Flagge, bei der auf dem CGI-Modell allerdings die Farben vertauscht wurden.